# Washington Square (Roman)
Washington Square (deutsch auch: Die Erbin vom Washington Square) ist ein Roman von Henry James, der 1881 erstmals in Buchform erschien.

## Inhalt
Dr. Austin Sloper, ein reicher und intelligenter Witwer, lebt am Washington Square in New York City mit seiner Tochter Catherine, die sich im heiratsfähigen Alter befindet. Catherine, mutterlos aufgewachsen, da Mrs. Sloper wenige Tage nach ihrer Geburt gestorben ist, ist gut gewachsen und von robuster Gesundheit, aber schüchtern und wenig attraktiv. Der Vater, für den schon das Geschlecht dieses Kindes eine Enttäuschung war – ein vielversprechender Sohn ist zwei Jahre vor Catherines Geburt im Alter von drei Jahren gestorben –, hat Catherine nie viel Aufmerksamkeit zugewandt. Etwa seit ihrem zehnten Lebensjahr ist sie von Dr. Slopers Schwester, der verwitweten Lavinia Penniman, erzogen worden. Mrs. Penniman ist intrigant und sensationslüstern und hat durchaus ihren Anteil an einer unglücklichen Liebesgeschichte, durch die Catherine Sloper zutiefst verletzt wird:
Eines Tages trifft Catherine auf einer Party den charmanten Morris Townsend und ist hingerissen von ihm. Morris wirbt um Catherine, unterstützt von Mrs. Penniman, die ein Faible für Melodramatik hat. Dr. Sloper lehnt die Verbindung ab, da er überzeugt ist, Morris könne nur hinter Catherines Geld her sein, und ihn schon nach einem kurzen Gespräch zum Gegenstand seines Hasses erklärt. Als Catherine und Morris dennoch ihre Verlobung bekannt geben, erkundigt sich Sloper nach Morris’ Hintergrund und entdeckt, dass dieser tatsächlich völlig mittellos ist und auf Kosten anderer lebt. Sloper untersagt seiner Tochter die Ehe mit Townsend. Catherine hält aber den Kontakt mit diesem aufrecht, obwohl sie sich gleichzeitig nicht mehr berechtigt fühlt, im Haushalt ihres Vaters zu leben, dem ihr Handeln ja zutiefst missfällt und der ihr eine Enterbung für den Fall der Eheschließung mit Townsend androht. Allerdings kann Catherine auch auf ein Erbe mütterlicherseits zurückgreifen; der finanzielle Unterschied im Falle der Enterbung durch den Vater wäre aber erheblich. Townsend ist dies bekannt und er will das Risiko, Catherine gegen den Willen ihres Vaters zu heiraten, nicht eingehen, sondern hofft auf eine Möglichkeit, sich das gesamte Erbe zu sichern, das Catherine zu erwarten hat. Diese lebt in der Annahme, Townsend gehe es gar nicht um das Geld. Sie wäre bereit, ihn sofort zu ehelichen, wartet aber ergeben ab, dass er einen Termin festsetzt.
Sloper zeigt wenig Einfühlungsvermögen für seine Tochter und gefällt sich in der Rolle des strengen und zuweilen durchaus grausamen Vaters, die ihm einiges an Unterhaltung bietet. Er sieht sich mit seinem Verdacht und Hass gegenüber Townsend völlig im Recht und glaubt schließlich einen praktikablen Ausweg gefunden zu haben: Er begibt sich mit Catherine, die sich unauffällig und fügsam verhält, auf eine Europareise. Die Grand Tour, für die zunächst sechs Monate angesetzt waren, dauert schließlich ein ganzes Jahr. Zweimal ist in dieser Zeit zwischen Catherine und ihrem Vater die Rede von Morris Townsend, mit dem Catherine über ihre Tante Lavinia nach wie vor in einem Briefwechsel steht, die Rede. Auf einem einsamen Weg in den Alpen malt Sloper seiner Tochter aus, wie einsam und verlassen sie sich fühlen wird, wenn er seine Hand von ihr abzieht, und am Vorabend ihrer Rückreise konstatiert er voller Zorn, dass Catherine nach wie vor an ihren Heiratsplänen festhält. Als er seine Tochter mit einem Schlachttier vergleicht, das für Townsend gemästet worden sei, erkennt Catherine seine Verachtung ihm gegenüber und zieht sich innerlich von ihrem Vater zurück. All ihre Liebe gehört nun Townsend.
Dieser hat mittlerweile ein vertrauliches Verhältnis zu Mrs. Penniman entwickelt, die ihn häufig in das Haus ihres Bruders eingeladen hat, wo der Heiratsanwärter nicht nur die Kunstsammlungen des Arztes einem genauen Studium unterzogen, sondern auch dessen Weinvorräte dezimiert hat. Als Catherine zurückkehrt und Townsend erkennen muss, dass seine Chancen auf das Slopersche Erbe sich nicht vergrößert haben, verliert er die Geduld. Mrs. Penniman fällt ihm zunehmend lästig und Catherines mütterliches Erbe scheint ihm nicht ausreichend. Er sucht nach einer Möglichkeit, die Verlobung zu lösen, und inszeniert schließlich einen Streit mit Catherine, der er die Schuld daran zuschiebt. Danach verschwindet er aus ihrem Umfeld und reagiert auch nicht mehr auf zwei kurze schriftliche Botschaften, die sie ihm zukommen lässt.
Ihrer Natur und Geisteshaltung gemäß findet Catherine Sloper rasch zu einer äußerlich gleichmütigen Haltung zurück, ist aber innerlich zutiefst verletzt. Sie richtet sich in einem Leben als alte Jungfer ein, die bei den jungen Leuten der Gesellschaft recht beliebt ist. Viele Jahre vergehen; Catherine lehnt die Anträge zweier respektabler Heiratskandidaten ab und bleibt unverehelicht. Dr. Sloper stirbt und hinterlässt ihr qua Testament ein drastisch gekürztes Einkommen – aus Sorge, dass Morris Townsend sonst wieder ermutigt werden könnte. In der Tat besucht Morris – mittlerweile dick, glatzköpfig, kaltäugig, aber immer noch faszinierend und wiederum von Mrs. Penniman angestiftet – im Alter von 45 Jahren Catherine noch einmal und hofft auf Versöhnung; doch seine einstige Verlobte lässt auch ihn jetzt abblitzen. Im letzten Satz heißt es: „Catherine hatte unterdessen im Salon ihre Häkelarbeit wieder aufgenommen und sich damit niedergelassen — gewissermaßen fürs Leben.“

## Struktur
Der Roman ist aus der Perspektive eines auktorialen Ich-Erzählers geschrieben, der sich aber nicht offenbart. Der Erzähler richtet sich mit seinen Kommentaren oft direkt an den Leser.
Die Geschichte beginnt mit Abstand von den Figuren und beschreibt den Hintergrund der Sloperschen Familie. Danach erzählt James detailliert die Geschichte von Catherines Romanze mit Morris Townsend. Als Morris sie fallen lässt, wechselt der Erzähler auf einen weiteren Blickwinkel aus größerer Entfernung. Wie James selbst schreibt: „Unsere Geschichte hat sich bisher mit sehr kleinen Schritten fortbewegt, doch da sie sich ihrem Ende nähert, muss sie nun einen großen Schritt tun.“ Die letzten drei Kapitel sind dann wieder in kurzen Schritten erzählt, endend mit der Vignette von Catherine, die Morris’ erneuten Antrag ablehnt.

## Hauptthemen
Der Roman behandelt das Grundthema der persönlichen Empfindung im Konflikt mit der Loyalität und dem Verstand, das sich auch in anderen Romanen von Henry James findet. Catherine muss sich zwischen ihrer Liebe zu Morris und der Loyalität gegenüber ihrem Vater entscheiden, während Dr. Sloper in seinem Verhältnis zu Catherine hin- und hergerissen ist zwischen der naiven Zuneigung seiner Tochter und seiner abgebrühten Lebenserfahrung, die ihm sagt, dass Morris nur ein Windhund ist, der es auf ihr Geld abgesehen hat. Mit einer gewissen Tragik stürzt er sein Kind ins Unglück, um es vor Unglück zu bewahren.
Catherine wächst im Verlauf der Geschichte und erkennt ihre Situation immer klarer. „Von ihrem Standpunkt aus waren die bedeutendsten Tatbestände ihrer Lebensgeschichte, dass Morris Townsend mit ihrer Liebe gespielt und ihr Vater deren Spannkraft gebrochen hatte. Nichts konnte jemals diese Tatbestände ändern; sie waren immerzu gegenwärtig, wie ihr Name, ihr Alter, ihr reizloses Gesicht.“ Catherine wird nie brillant sein, aber sie lernt klar zu sehen.
Die Geschichte spielt in einem sehr engen Zirkel der New Yorker Oberschicht. Vermögen und Ansehen sind die Hauptmerkmale, die für die Figuren im Roman zählen. Das Thema Geld spielt eine besondere Rolle, da Geld das Mittel ist, um in der Gesellschaft einen Eindruck zu hinterlassen. Ironischerweise hat Catherine zwar am Ende etwas Geld, aber gesellschaftlich bedeutet sie nichts. Geld ist auch das Hauptthema, das ihre Beziehung zu Morris treibt (von seiner Seite) und hindert (von ihres Vaters Seite).

## Literarische Bedeutung und Kritik
„Jedermann mag Washington Square, sogar die Verächter von Henry James“, schrieb der Kritiker Donald Hall, und die meisten Kommentatoren spiegeln diesen Eindruck. Obwohl James selbst diesen Roman sehr gering schätzte, mögen die Leser seine lineare Erzähltechnik, seine geradlinige Prosa (weit entfernt von der verschachtelten Sprache seiner späten Werke) und die scharfgezeichneten Porträts seiner Figuren. Selbst der etwas holprige Handlungsstrang um Slopers Testament hat manche Kritiker mit seiner altmodischen Einfachheit beeindruckt.
Catherines langsame, aber unaufhaltsame Entwicklung zu innerer Unabhängigkeit und Weisheit hat Kritiker und Leser gleichermaßen von James eingenommen. Robert Gale etwa schreibt: „James always downgraded this fine, easily read novel, even though in it he brilliantly characterizes the two Slopers.“

## Adaptionen für Theater, Film, Fernsehen
Das Ehepaar Ruth und Augustus Goetz schrieb eine sehr erfolgreiche Bühnenfassung, The Heiress (deutsch: Die Erbin), die 1947 am Broadway erstmals aufgeführt wurde. Wendy Hiller spielte die Catherine und Basil Rathbone den Dr. Sloper.
Das Bühnenstück wurde 1949 unter dem Titel Die Erbin verfilmt, mit Olivia de Havilland als Catherine, Ralph Richardson als Dr. Sloper und Montgomery Clift als Morris unter der Regie von William Wyler. Stück und Film hielten sich eng an die Vorlage und übernahmen viele Dialogzeilen direkt aus dem Roman. Allerdings verändert die Goetzsche Version die Figur der Catherine im späteren Teil der Handlung: Vor lauter Zorn weigert sie sich, ihren Vater am Totenbett zu besuchen, und sie ist raffiniert genug, sich am Ende mit einer List an Morris zu rächen. Der Film gewann vier Oscars.
Die polnische Filmemacherin Agnieszka Holland verfilmte den Stoff 1997 noch einmal mit Jennifer Jason Leigh, Albert Finney und Ben Chaplin in den Hauptrollen und Maggie Smith als Mrs. Penniman. Auch wenn dieser Film ebenfalls frei mit dem Originaltext umgeht, bietet er inhaltlich eine sehr werkgetreue Fassung.

## Deutsche Ausgabe
- Henry James: Washington Square, deutsch von Karl Ludwig Nicol, München: dtv, 1998, ISBN 3-423-08407-3
- Henry James: Washington Square, deutsch von Bettina Blumenberg, Zürich: Manesse Verlag, 2014, ISBN 978-3-7175-2310-9